# Penitenciarul Spital București-Rahova
Penitenciarul Spital București-Rahova este o instituție de recluziune din București, aparținând de Administrația Națională a Penitenciarelor Spitalul, încadrată datorită specificului său și în categoria „Spitale Județene”. A fost înființat în data de 1 februarie 2003, prin ordin al Ministerului Justiției.